# Krupice

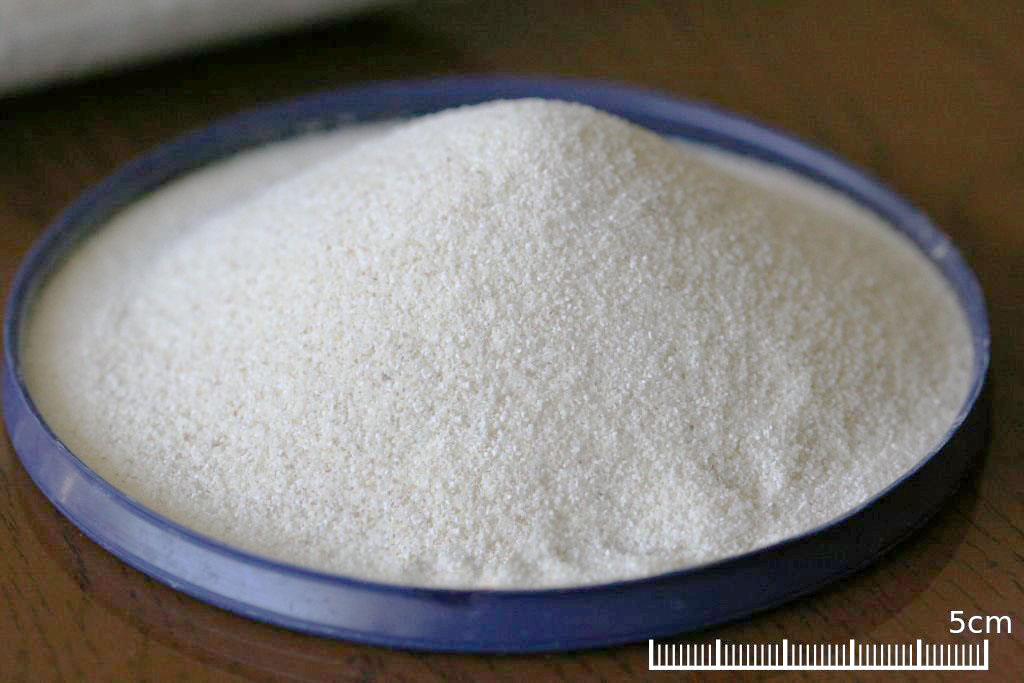
Krupice

Krupice je obilný výrobek, který se vyrábí procesem mletí obilí, kdy se nejprve melou hrubší částice, které jsou zbaveny slupky. Připravuje se z ní např. krupicová kaše, přidává se jako přísada do knedlíků, halušek nebo lívanců.